# Lacconectus ovalis
Lacconectus ovalis är en skalbaggsart som beskrevs av Gschwendtner 1936. Lacconectus ovalis ingår i släktet Lacconectus och familjen dykare. Inga underarter finns listade i Catalogue of Life.